# Maurice Bailey
Maurice Bailey, né le 30 octobre 1981, dans le Bronx, à New York, est un ancien joueur américain de basket-ball. Il évolue au poste de meneur.

## Palmarès
- Champion de Slovénie 2008
- Coupe de Slovénie 2008
- Second-team All-Northeast Conference 2002, 2004